# Straight Lines (Silverchair)
Straight Lines è un singolo del gruppo musicale australiano Silverchair, pubblicato nel 2007 ed estratto dall'album Young Modern.

## Tracce
- CD (AUS)

1. Straight Lines
2. All Across the World
3. Sleep All Day (demo)
4. Don't Wanna Be the One (live)